# Мечеть короля Фахда
Мечеть Ферхата-паши (босн. Džamija kralja Fahda) — мечеть в Сараево, Босния и Герцеговина, открытая в 2000 году. Является крупнейшей мечетью в стране, а также на Балканском полуострове. Была построена благодаря финансированию из Саудовской Аравии и названа в честь короля Фахда ибна Абдул-Азиза Аль Сауда.
Площадь мечети составляет 1830 м². Перед мечетью находится большой двор с фонтаном. Внутрь здания ведут три больших входных двери и две боковые. В передней части мечети находится купол диаметром 18 м и высотой 20 м. У мечети два минарета высотой 46 метров каждый. Внешний фасад здания облицован мраморной плиткой. Михраб сделан из мрамора. Дикка, площадью около 550 м², поддерживается восемью мраморными колоннами.
Мечеть оснащена кондиционерами, имеет собственное центральное отопление. Внутри могут разместиться около 1500 верующих и ещё 850 человек — во дворе.

## Галерея

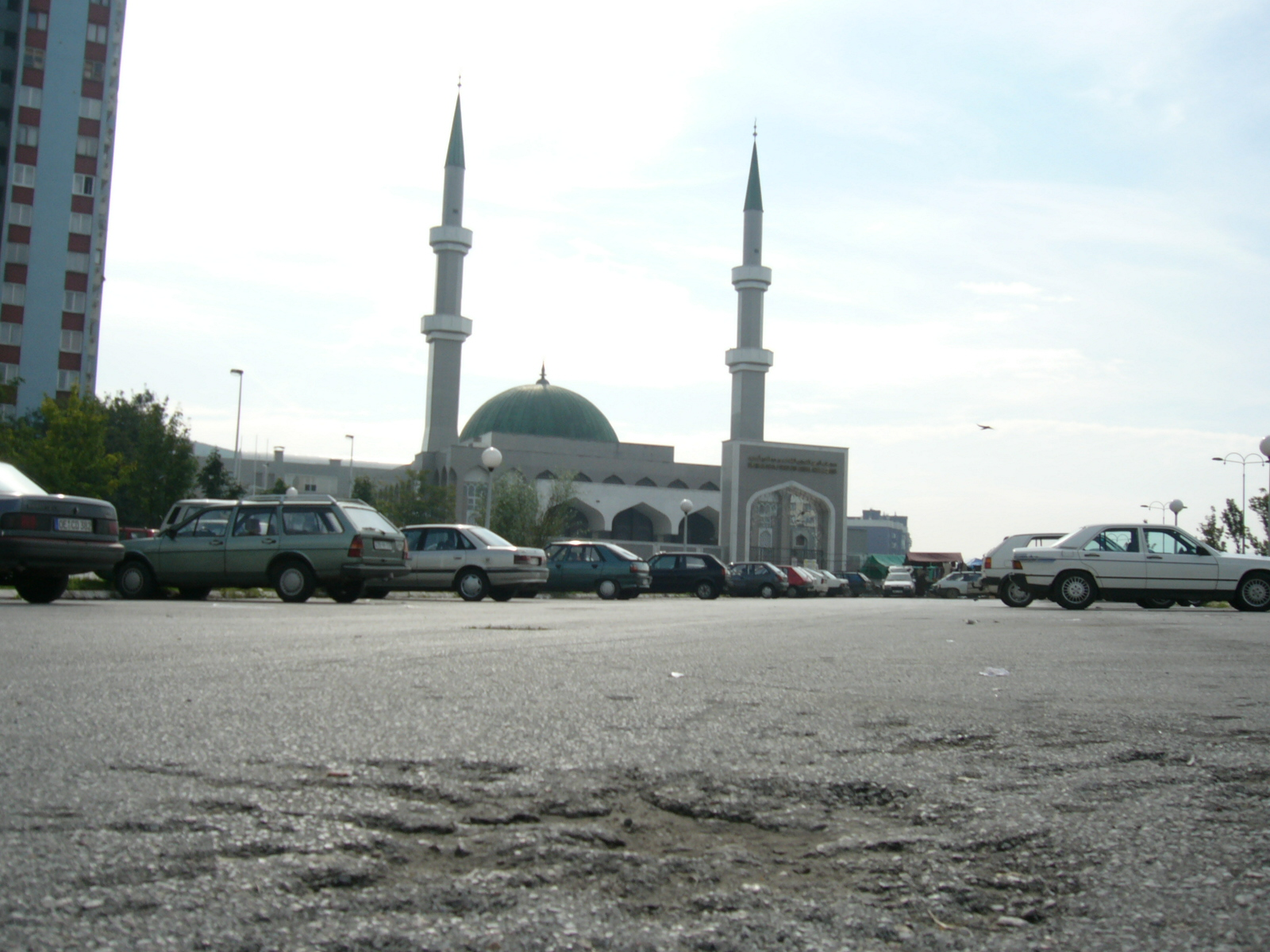
Вид издалека
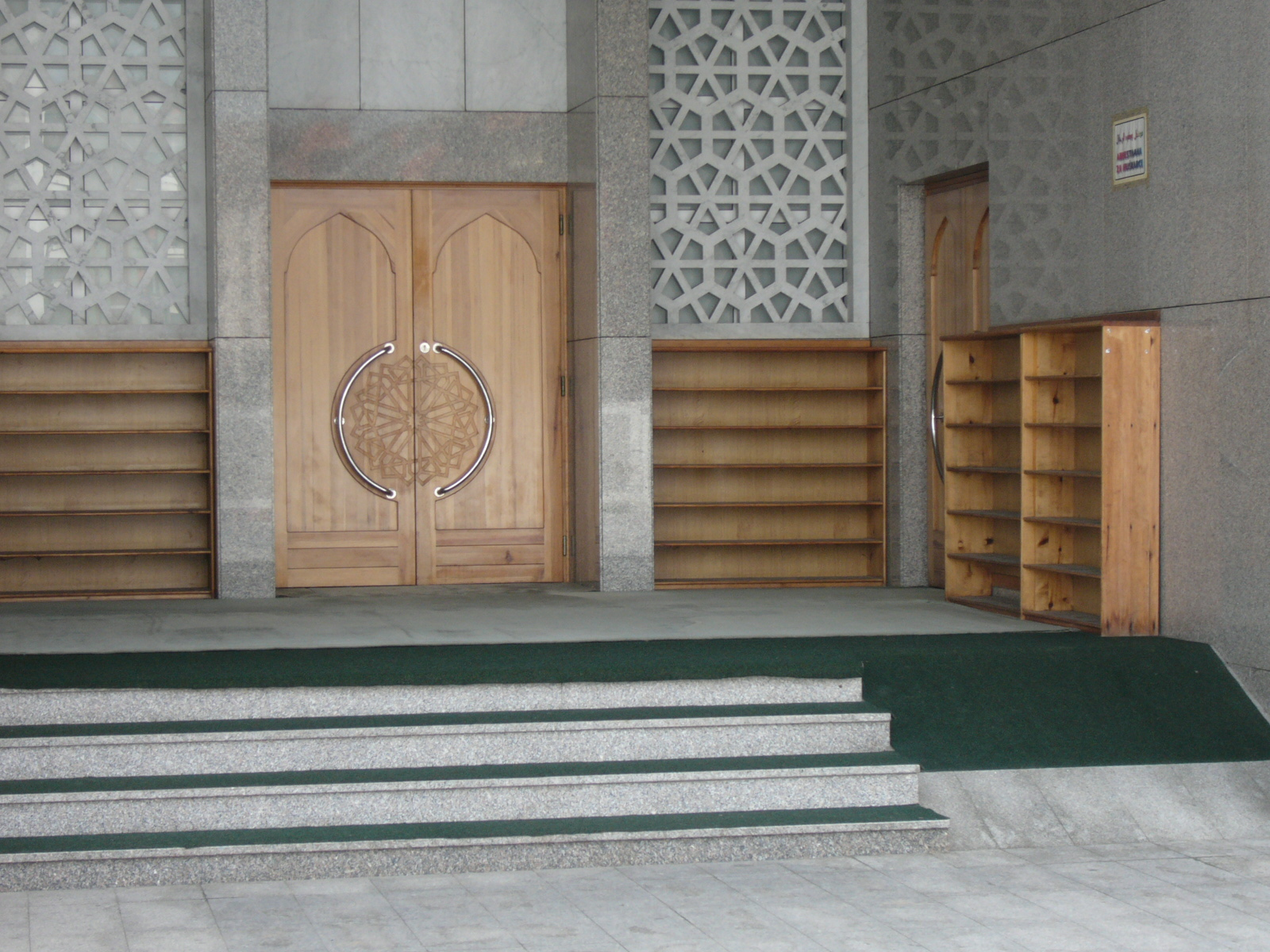
Входная дверь
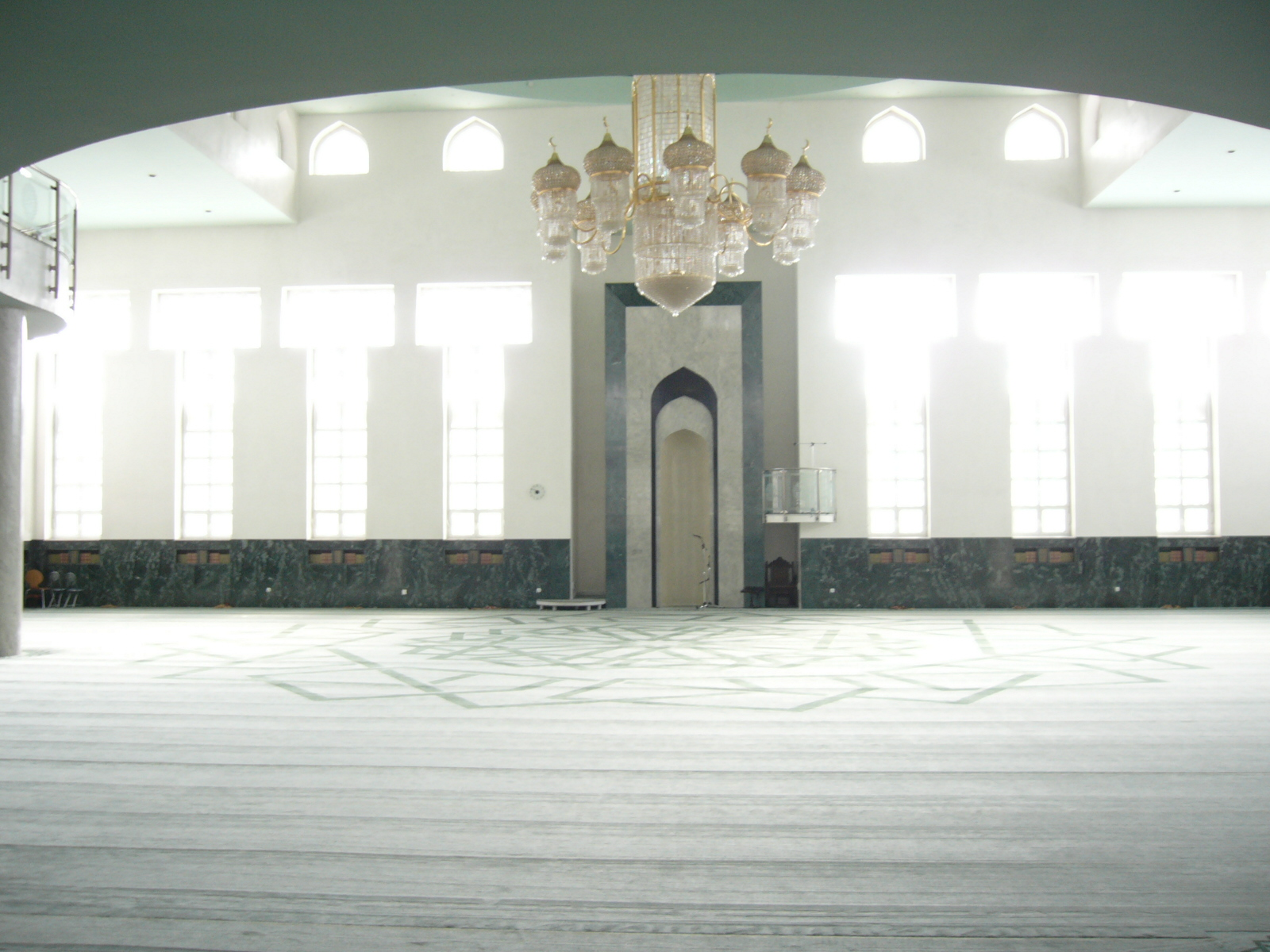
Интерьер
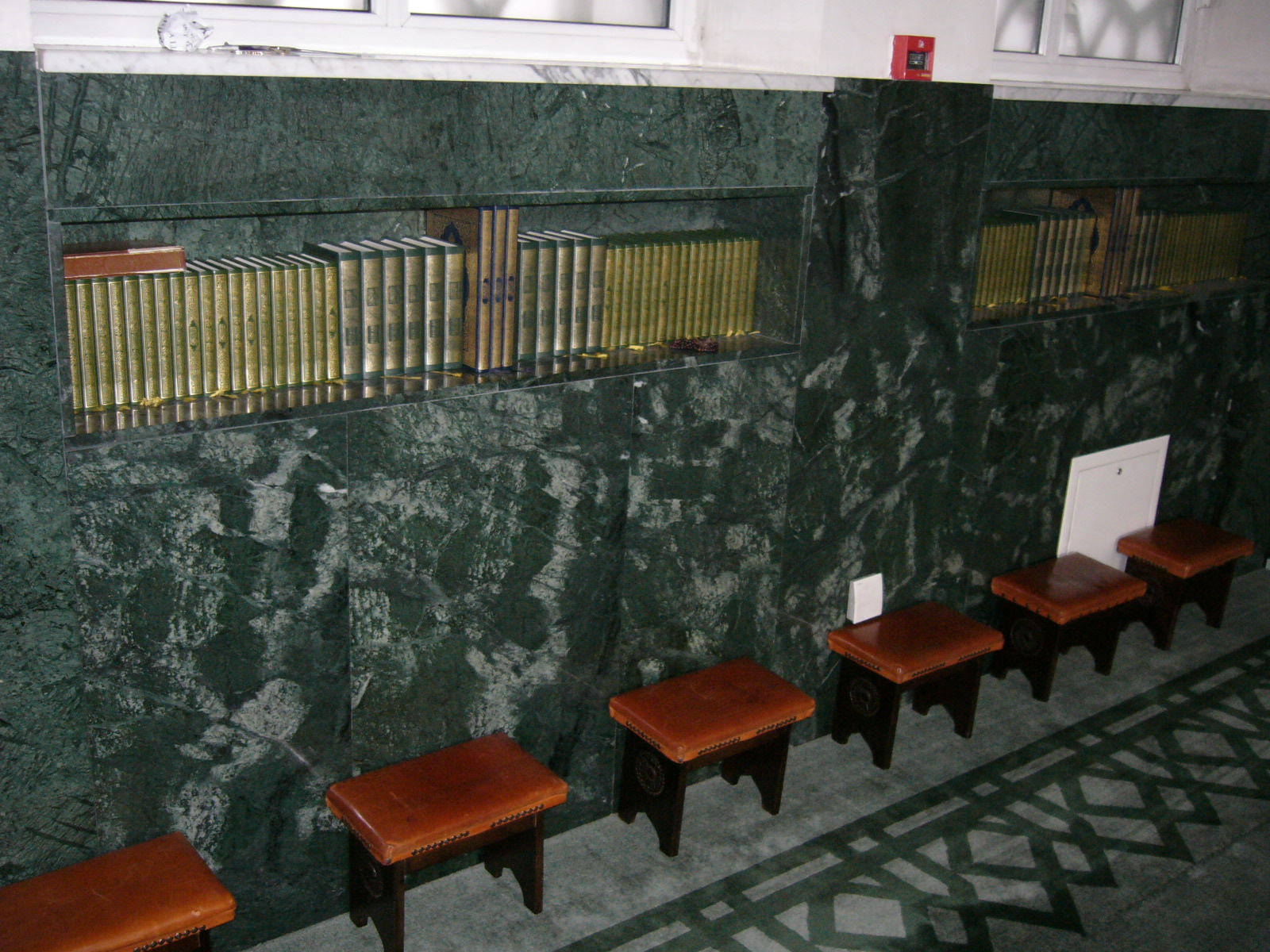
Религиозная литература